# Achyranthes aspera
Achyranthes aspera ist eine Pflanzenart aus der Gattung Achyranthes innerhalb der Familie der Fuchsschwanzgewächse (Amaranthaceae). Selten wird für die Gattung Achyranthes der deutschsprachige Trivialname Spreublume verwendet.

## Beschreibung

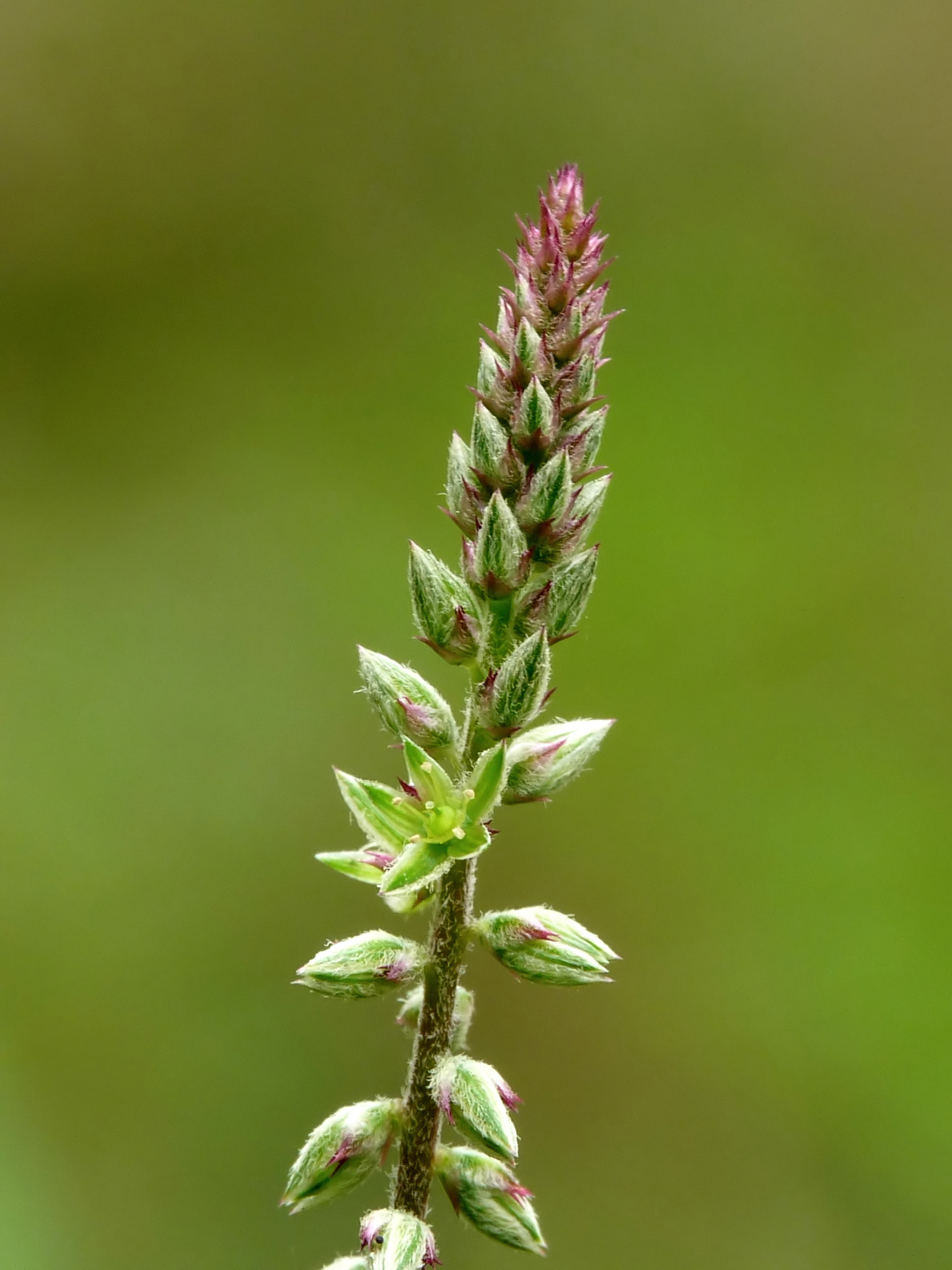
Blütenstand

### Vegetative Merkmale
Achyranthes aspera ist eine ausdauernde krautige Pflanze, die Wuchshöhen von 30 bis 120 Zentimetern erreicht. Sie ist oft stark verzweigt. Die geraden, aufrechten Sprossachsen können am Grunde verholzt sein. Die Äste und sind vierkantig, kahl oder behaart. Die gegenständig angeordneten Laubblätter sind kurz gestielt. Die einfache, ganzrandige Blattspreite ist eiförmig und meist zugespitzt. Die Blattunterseite kann grün sein oder silbrig-seidig behaart. Die Blattnerven treten auf der Unterseite bervor.

### Generative Merkmale
Die Blüten stehen dicht in einem schlanken, bei einer Länge von 10 bis 30 Zentimetern relativ langen, scheinährigen Blütenstand mit behaarter Rhachis zusammen, der zunächst aufrecht-abstehend und später hängend ist. Zwei lang begrannte Vorblätter sowie Deckblätter umgeben die trockenhäutige, fünfblättrige Blütenhülle. Die Deckblätter sind unter sich ungleich. Das untere ist eiförrmig-pfriemlich, borstig begrannt und nur schwach gekielt; die seitlichen sind unregelmäßig eiförmig, lang begrannt und haben einen augeprägt kielig-rippigen Nerv. Die Blüten sind gestielt. Die Blüten sind zwittrig, während des Blühens aufrecht, danach nach unten geschlagen und der Blütenstandsachse dicht anliegend. Die spitzen Blütenhüllblätter sind grün bis weißlich-rötlich, schmal lanzettlich, sehr spitz und doppelt so lang wie die Deckblätter. Es sind zwei bis fünf fertile Staubblätter vorhanden. Die Staubfäden sind im unteren Teil zu einer kurzen Röhre verwachsen. Zwischen den fertilen Staubblättern stehen kurze und fransige „Pseudostaminodien“. Der oberständige Fruchtknoten trägt einen bleibenden Griffel. 
Die kleinen Früchte im bleibenden Perianth sind abwärts gerichtet.
Die Chromosomenzahl beträgt 2n = 42 oder 80.

## Vorkommen
Nach POWO kommt Achyranthes aspera ursprünglich vor in Südasien vom Iran bis China und Neuguinea, in Australien, Kolumbien, Venezuela, Mexiko und Guatemala. In Afrika, Europa, Nordamerika, im restlichen Mittel- und Südamerika, in Arabien, Madagskar, Japan und Neuseeland ist sie ein Neophyt.

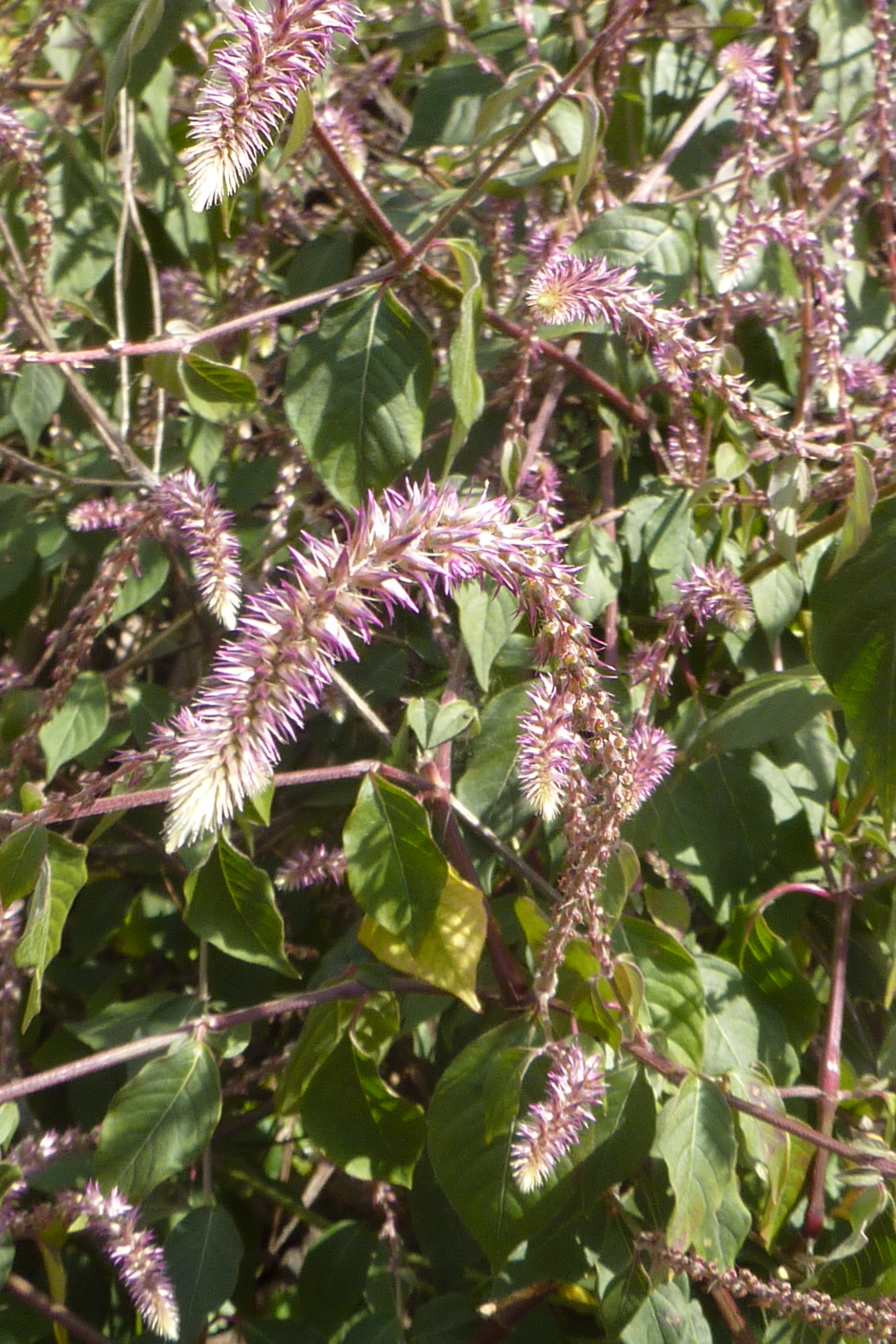
Sizilianische Spreublume (Achyranthes aspera var. sicula)

## Taxonomie und Systematik
Die Erstveröffentlichung von Achyranthes aspera erfolgte 1753 durch Carl von Linné in Species Plantarum, Seite 204.
Bei manchen Autoren gibt es von Achyranthes aspera mehrere Varietäten:
- Achyranthes aspera var. aspera: Sie kommt ursprünglich vom Iran bis Australien vor.[4]
- Achyranthes aspera var. late-ovata Boerl.: Sie kommt in Pakistan vor.[4]
- Achyranthes aspera var. pubescens (Moq.) M.Gómez: Sie kommt in Kolumbien, Venezuela, Florida, Mexiko, Guatemala, Costarica, Kuba und Hispaniola vor.[4]
- Achyranthes aspera var. rubrofusca (Wight) Hook.f.: Sie kommt in Indien, Sri Lanka, Taiwan und in China vor.[4]
- Sizilianische Spreublume[1] (Achyranthes aspera var. sicula L., Syn.: Achyranthes sicula (L.) All.): Sie ist kenntlich an den kahlen oder nur wenig  behaarten Stängeln und an der silbrig-seidigen Behaarung der Blattunterseiten. Sie kommt in fast ganz Afrika, in Spanien, Italien, Sizilien, Korsika, Madeira, auf den Kanarischen Inseln und im Gebiet von Syrien und im Libanon vor.[4] Sie wächst auf Ruderalflächen und an Mauern. Im östlichen Mittelmeerraum ist sie wohl nur eingebürgert. Ihre Blütezeit ist Februar bis Juni.[1]

## Nutzung
Achyranthes aspera ist auch als Heilpflanze bekannt.